# Hartmut Hebbel
Hartmut Hebbel (* 7. November 1943 in Gumbinnen) ist ein deutscher Mathematiker.

## Leben
Nach der Promotion 1978 zum Dr. rer. nat. in Dortmund bei Siegfried Heiler (Splines in linearen Räumen und Anwendungen in der Datenanalyse) und der Habilitation 1982 ebenda lehrte der Sohn von Walter Hebbel and Ilse Noack-Hebbel als Professor an der Universität Hamburg (1988–1990), Universität Essen (1990–1991), Universität München (1991–1992) und an der Universität der Bundeswehr Hamburg (1992 bis zur Emeritierung 2009).

## Schriften (Auswahl)
- Splines in linearen Räumen und Anwendungen in der Datenanalyse. 1978, OCLC 1012238971.
- Theorie der Frachtberechnung und -standardisierung in der Wassergütewirtschaft. Entwurf von Zeitstichprobenplänen. Hamburg 2000, OCLC 76171476.
- Die systematische Stichprobe zur Schätzung zweiter Momente in kontinuierlichen Grundgesamtheiten. Hamburg 2006, OCLC 180970942.
- mit Detlef Steuer: Empirische Untersuchungen zur Berechnung von Frachten in Fließgewässern. Hamburg 2007, OCLC 897794154.